# 閻若璩
閻若璩（1636年—1704年7月8日），字百詩，號潛丘，山西太原府太原縣人，清初經學家、學者。

## 生平
生於書香世家，自玄祖父世居淮安府山陽縣，祖父閻世科是萬曆三十二年（1604年）進士，官至山東布政使司參議、兵備寧前。閻若璩幼患口吃，資質愚鈍，記性不好，讀書數十遍還背不熟。直到順治七年（1650年）十五歲時，忽覺開朗，讀書竟過目不忘。赴博學宏辭科時，曾與汪琬激辯，閻若璩引用《檀弓》記“子張死，曾子有母之喪”推論，孔子在世時，曾子之母仍健在，汪琬啞口無言。康熙元年（1662年）改歸太原故籍。康熙二十九年（1690年）受徐學聘纂《大清一統志》。曾潛心研究《古文尚書》三十餘年，撰成《尚書古文疏證》八卷。
閻若璩晚年老病，好勝心仍重。康熙三十八年（1699年），康熙帝南巡，駕幸淮安時，曾召見閻若璩，“以御舟行速，未果”。康熙四十三年（1704年）為皇四子胤禛召見，不辞千里舟车劳顿，远赴京华，時已病篤。六月初七日卒于京师馆舍，入祀鄉賢祠。胤禛作祭文，称赞他“读书尊身，一字无假；孔思周情，旨深言大”。

## 著作
著有《尚書古文疏證》、《四書釋地》、《潛邱札記》、《困學記聞注》、《孟子生逐年月考》、《眷西堂集》等。又曾為顧炎武《日知錄》訂正錯誤。
其中《尚書古文疏證》八卷，引經據典，確定《古文尚書》為東晉梅賾所偽著。黃宗羲、紀昀、錢大昕、梁啟超、胡適等學者皆以為“偽古文《尚書》”的“定案”實歸功於若璩，汪中將閻若璩列為“國朝六儒”（顧炎武、胡渭、梅文鼎、閻若璩、惠棟、戴震）之一。
《四库全书总目提要》称赞他：“引经据古，一一陈其矛盾之故，古文之伪乃大明”，“反复厘剔之，祛千古之大疑，考证之学，则固未之或先矣”。
梁啟超說閻若璩“不能不認為近三百年學術解放之第一功臣。”

## 家庭
有子閻詠。

## 延伸阅读
[在维基数据编辑]
 在维基文库阅读此作者作品（ 在维基共享资源阅览影像）
 《清史稿/卷481》，出自趙爾巽《清史稿》